# Hiệp định Thương mại Tự do Nam Á
Hiệp định Thương mại Tự do Nam Á (South Asia Free Trade Agreement, viết tắt là SAFTA) là một hiệp định được ký kết vào ngày 6 tháng 1 năm 2004 tại Islamabad trong Hội nghị Cấp cao SAARC lần thứ 12 nhằm thúc đẩy hội nhập về thương mại giữa Ấn Độ, Pakistan, Nepal, Sri Lanka, Bangladesh, Bhutan và Maldives. Hiệp định có hiệu lực từ ngày 1 tháng 1 năm 2006, tạo ra một khối thương mại có 1,4 tỷ dân. Hiệp định khung về SAFTA cam kết sẽ thực hiện mức thuế quan bằng 0 đối với trao đổi tất cả hàng hóa giữa các nước tham gia hiệp định vào cuối năm 2016. Ba nước Ấn Độ, Pakistan và Sri Lanka sẽ giảm thuế quan của mình xuống 20% trong giai đoạn 2 năm kết thúc vào năm 2007 và xuống 0% vào năm 2012. Bốn nước kém phát triển gồm Nepal, Bhutan, Bangladesh và Maldives được gia hạn thêm 3 năm so với 3 nước trên. Pakistan đã ký nhưng chưa thông qua Hiệp định.